# Duna Verde
Duna Verde è una località del comune di Caorle, in provincia di Venezia.  

## Geografia antropica
La località è ubicata nella parte più sud-occidentale del comune, confina ad ovest con Eraclea Mare e a est con Lido Altanea.  
Fino al 2000 (anno in cui si è sviluppata la località di Lido Altanea) era il centro balneare più recente del comune, sorto tra gli anni '60 e '70 tra la frazione di Eraclea Mare e la località di Porto Santa Margherita.  
Le prime lottizzazioni portavano i nomi di Duna Verde e Duna Fiorita, a cui si aggiunse quella di Duna Rossa, risalente agli anni '90. 

## Aspetti naturalistici
Nonostante la realizzazione di numerosi appartamenti adibiti a seconde case Duna Verde ha mantenuto importanti aspetti naturalistici: la spiaggia si caratterizza per la presenza di dune e di una pineta (donde il toponimo), tutelate dall'Azienda regionale delle Foreste, che rappresentano uno dei pochi esempi (insieme con la frazione di Brussa) delle antiche selve che circondavano il territorio di Caorle fin dall'antichità.

## Demografia e turismo
Il paese conta qualche decina di residenti fissi ma, nel periodo di apertura della stagione estiva e degli stabilimenti balneari la popolazione cresce notevolmente. È inoltre una dei tratti del litorale caorlotto costantemente premiati con la Bandiera Blu della FEE dal 1992, insieme con i lidi di levante, ponente, Brussa e Porto Santa Margherita.
Durante il periodo estivo vengono spesso organizzati eventi serali negli spazi pubblici, con lo scopo di intrattenere i turisti. Tra questi, un mercatino costituito da diverse bancarelle .
Vi si trova la chiesa della Madonna delle Dune, in cui viene officiato nel periodo turistico; del resto, la località fa riferimento alla parrocchia della Croce Gloriosa con sede a Porto Santa Margherita.